# Karikakeszeg
A karikakeszeg (Blicca bjoerkna) a sugarasúszójú halak (Actinopterygii) osztályának pontyalakúak (Cypriniformes) rendjébe, ezen belül a pontyfélék (Cyprinidae) családjába tartozó faj. Korábban egyes rendszertani besorolások az Abramis nembe helyezték a karikakeszeget, azonban manapság a Blicca halnem egyetlen faja.
Gyakori horgászhal, nem nő meg olyan nagyra, mint a dévérkeszeg, de mégis jelentős horgászzsákmányt képvisel. Húsa szálkás, de irdalva kiváló sült keszeget lehet készíteni belőle.

## Elnevezései
Az idős magyar halászok utalva formájára nevezték még kerekkeszegnek is. Több triviális neve is ismert, mint például: baszárkeszeg, bolén, ezüstös balin, gyöngyhal, jeges keszeg, lánakeszeg, szalmántelt, szápakeszeg, tányérkeszeg, tángyérhal.

## Előfordulása
A karikakeszeg őshonos magyar hal Európa legnagyobb részén a Pireneusoktól az Urál hegységig megtalálható. A Földközi-tenger környékén és Észak-Európában hiányzik. A nagyobb, lassú folyású dombvidéki folyókat és holtágakat kedveli.
Magyarországon a Dunában, Tiszában, Balatonban él jelentős állománya.

### Hasonló fajok

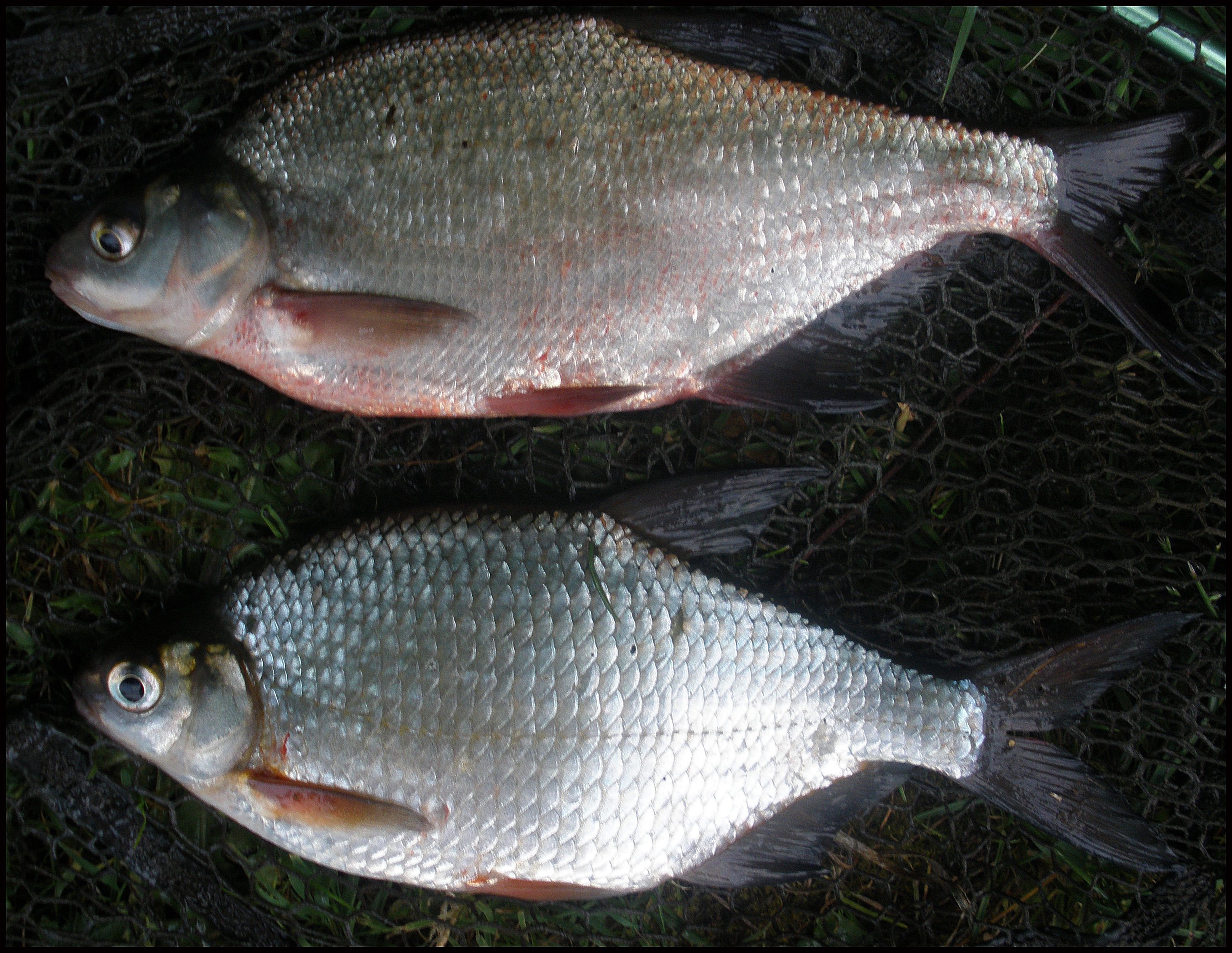
A dévérkeszeg (felső kép) és a karikakeszeg összehasonlítása

A dévérkeszeggel lehet leginkább összetéveszteni, de annak oldalvonala és hátúszója között 12-13 hosszanti pikkelysor húzódik, és az oldalvonaltól a hát íve felé haladva a pikkelyek mérete körülbelül a felére csökken. Hasonló faj még a lapos keszeg és a bagolykeszeg melyeknek az anális úszója jóval hosszabb, legalább 35 osztott sugár számlálható benne. A karikakeszeg neve is találó, hiszen jól megkülönböztethető a többi keszegtől azáltal, hogy az alakja a legkerekebb a többi keszeghez képest.

## Megjelenése
A hal testhossza 20-30 centiméter, legfeljebb 45,5 centiméter. Akár az 1 kilogrammos testtömeget is elérheti. Teste magas, oldalról erősen lapított. Szemei a fejéhez képest nagyok, a száj csúcsba nyíló. Szemének retináján egy fényvisszaverő réteg található, amely jelentősen megnöveli a szem érzékenységét a kissé zavaros vízben. Közepes nagyságú cycloid pikkelyei vastagok. 44-50 pikkelye van az oldalvonala mentén.  A háta sötétbarna ritkábban kékes színezetű. A hát-, farok- és farokalatti úszó szürke, szürkéskék, a páros úszók töve gyakran vörhenyes. Rövid hátúszójában 8, hosszú farkalatti úszójában 19-23 elágazó sugár van. 39-40 csigolyája van.
Magyarországon az eddigi magyar horgászrekord szerint 1,90 kilogramm a legnagyobb karikakeszeg, melyet 1992-ben fogtak.

## Életmódja
Rajhal, amely a fenék közelében tartózkodik. Gyakran közös csapatokat alkotnak a dévérkeszegekkel. Tápláléka apró fenéklakók és növényi anyagok.

## Szaporodása
Május-júniusban ívik. Az ivarérettséget 3-5 évesen éri el, amikor már 10-12 centiméter hosszú. Nagy csapatokat alkotva keresi fel ivóhelyeit, mely a növényzettel benőtt szélvizek. A hímek ilyenkor nászkiütést viselnek a fejükön. Az ikrás 15-110 ezer enyhén sárgás, kb. 2 mm átmérőjű ikrát rak a növényekre. A lárvák 4-6 nap múlva kelnek ki és 4,5–5 mm hosszúak.

### Internetes leírások a karikakeszegről
- A faj szerepel a Természetvédelmi Világszövetség Vörös Listáján. IUCN. (Hozzáférés: 2013. április 2.) (angolul)
- A taxon adatlapja az ITIS adatbázisában. Integrated Taxonomic Information System. (Hozzáférés: 2013. április 2.) (angolul)
- A faj adatlapja a FishBase oldalán. FishBase. (Hozzáférés: 2013. április 2.)(angolul)
- Blicca FishBase
- Flat Bream Blicca bjoerkna (Linnaeus, 1758). BioLib.cz. (Hozzáférés: 2013. április 2.)
- Blicca bjoerkna White Bream (angol nyelven). Encyclopedia of Life. [2015. szeptember 23-i dátummal az eredetiből archiválva]. (Hozzáférés: 2013. április 2.)
- Blicca bjoerkna (Linnaeus, 1758) (angol nyelven). uBio. (Hozzáférés: 2013. április 2.)
- Blicca bjoerkna (angol nyelven). NCBI taxonomy browser. (Hozzáférés: 2013. április 2.)